# Ricardo Peña (Radsportler)
Ricardo Peña Salas (* 30. Juni 2001) ist ein mexikanischer Radrennfahrer, der auf Straße und Bahn aktiv ist.

## Sportlicher Werdegang
Peña stammt aus Baja California Sur und begann im Alter von sechs Jahren mit dem Radsport. Bei den Panamerika-Meisterschaften der Junioren 2018 gewann er Goldmedaillen im Madison und der Mannschaftsverfolgung, im Straßenrennen war er Zweiter. 2019 war ihm ähnlicher Erfolg beschieden. Bei den Junioren-Weltmeisterschaften 2019 in Frankfurt (Oder) war er im Punktefahren Vierter.
In der Elite konzentrierte er sich zunehmend auf die Bahn, wo er insbesondere im Omnium und im Madison zusammen mit Fernando Nava erfolgreich war. Von 2021 bis 2024 gewann er bei Panamerika-Meisterschaften jedes Mal Medaillen, insbesondere war er Panamerika-Meister 2021 im Omnium. Hinzu kamen Siege bei den Panamerika-Spielen im Madison, erneut zusammen mit Fernando Nava, und bei den Zentralamerika- und Karibikspielen 2023 im Omnium. Auf größerer internationaler Bühne waren seine größten Erfolge zwei Podiumsplätze im Nations Cup 2021 bzw. 2022. Peña vertrat sein Land seit 2021 bei Bahnradsport-Weltmeisterschaften im Omnium, wobei ein 17. Platz 2022 sein bestes Resultat war. Durch seine Ergebnisse sicherte er Mexiko einen Platz im olympischen Madison-Rennen 2024.

## Erfolge

### Bahn
2018
 Panamerika-Meister (Junioren) – Madison (mit Luis García), Mannschaftsverfolgung (mit Paúl Pérez, Luis García und Axel Quijada)
2019
 Panamerika-Meister (Junioren) – Madison (Jorge Peyrot)
 Panamerika-Meisterschaften (Junioren) – Mannschaftsverfolgung (mit Jorge Peyrot, Gabriel Estrada und José Ramón Muñiz)
2020
 Mexikanischer Meister (U23) – Omnium, Scratch
2021
 Mexikanischer Meister – Omnium
 Panamerika-Meister – Omnium
 Panamerika-Meisterschaften – Mannschaftsverfolgung (mit Tomás Aguirre, Jorge Peyrot und Edibaldo Maldonado)
2022
 Panamerika-Meisterschaften – Omnium
 Panamerika-Meisterschaften – Madison (mit Fernando Nava), Mannschaftsverfolgung (mit Tomás Aguirre, Edibaldo Maldonado, José Ramón Muñiz und Fernando Nava)
2023
 Zentralamerika- und Karibikspiele – Omnium
 Panamerika-Spiele – Madison (mit Fernando Nava)
 Panamerika-Spiele – Omnium
 Panamerika-Meisterschaften – Madison (mit Fernando Nava)
2024
 Panamerika-Meisterschaften – Omnium

### Straße
2018
 Panamerika-Meisterschaften (Junioren) – Straßenrennen
2019
 Panamerika-Meisterschaften (Junioren) – Straßenrennen
2021
 Panamerika-Meisterschaften (U23) – Straßenrennen